# Emilio Pujol
Emilio Pujol Vilarrubi (Granadella, 1886 — 1980) foi um compositor, violonista e professor espanhol. É considerado por muitos como o principal pedagogo da guitarra (violão) do século XX.
Começou seus estudos com Francisco Tárrega no Conservatório de Barcelona em 1901, quando ele tinha 15 anos de idade.
Leccionou no Conservatório de Lisboa.

## Biografia
Emilio Pujol Vilarrubi nasceu a 7 de Abril de 1886 numa pequena aldeia perto da cidade de Lérida, Espanha.
Aos 5 anos começa o estudo de solfejo, depois o da bandurra, em 1897. Pujol prossegue os seus estudos com Francisco Tárrega no conservatório de Barcelona em 1901, tendo então quinze anos. Nessa altura, Miguel Llobet inicia-se como artista de concerto fora de Barcelona. Pujol recorda saudosamente o seu primeiro encontro com Tárrega e na biografia que consagrou ao seu professor, descreve o seu "mestre" em termos muito simpáticos. Após o falecimento de Tárrega em 1909, vai estudar teoria e composição em Madrid com Agustín Campo (aluno de Dionisio Aguado).
Durante os anos 1914-1918 (Primeira Guerra Mundial) não viaja e permanece na Catalunha. Emilio Pujol empreende a sua primeira excursão à América do Sul em 1918, começando por Buenos Aires. Casa em Paris com Matilda Cuervas, cantora e guitarrista (violonista) andaluza, e consagra-se à pesquisa musicológica em Paris. Estuda musicologia com Felipe Pedrell e seguidamente em Paris com Lionel de Laurencie. Escreve então "a Guitarra", uma das primeiras enciclopédias da história da guitarra (violão). A segunda guerra mundial, impede-o de continuar a sua carreira de concertista.
De 1935 a 1940, Pujol continua a dar alguns concertos e conferências assim como prossegue as suas investigações em Espanha,  Londres e Paris. Em 1941, está de regresso a Espanha. Publica um volume consagrado às obras de Luys Narváez (na colecção "Monumentos da Música espanhola"). Este primeiro volume é seguido por outros consagrados a: Alonso Mudarra (1949) e Enriquez Valderrábano (1963). Pouco antes da sua morte, Pujol tinha começado um trabalho sobre o Orphenica Lyra (editado em 1554) de Miguel Fuenllana.
Em 1946, Pujol começou o ensino de guitarra (violão) no Conservatório de Música de Lisboa onde ensinará até a 1969, durante este período ministrou cursos de aperfeiçoamento a alunos vindos de todo o mundo; em 1953 foi convidado pessoalmente por Andres Segovia para dar cursos na Academia Universitária de Chigiana (Sienna). É regularmente convidado como júri de concursos de guitarra (violão). Em 1963 casa com Maria Adelaïde Robert, notável pianista e cantora portuguesa que o ajudou consideravelmente nos seus últimos anos.
No verão 1965, Emilio Pujol inicia os seus cursos internacionais de guitarra (violão), de alaúde e de vihuela na cidade de Lérida em Espanha. Este acontecimento tornou-se muito popular e foi acompanhado por estudantes e professores do mundo inteiro. Em 1972 os cursos são deslocados para a aldeia de Cervera.
Emilio Pujol compôs 124 obras e fez mais de 275 transcrições e arranjos para guitarra (violão). 
Morreu em 15 de Novembro de 1980.